# Nostima
Nostima är ett släkte av tvåvingar. Nostima ingår i familjen vattenflugor.

## Bildgalleri

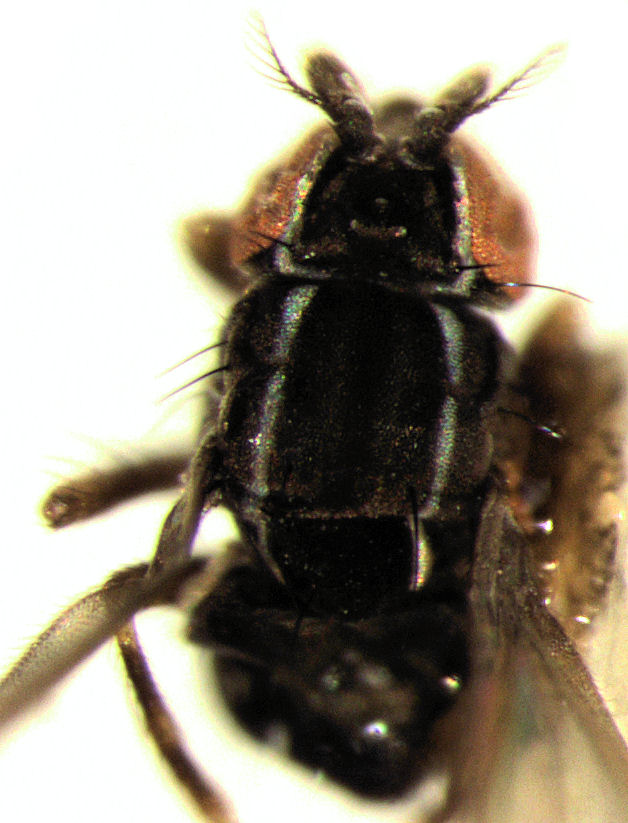

## Dottertaxa tillNostima, i alfabetisk ordning[1][2]
- Nostima abbreviata
- Nostima abdominalis
- Nostima approximata
- Nostima atriscuta
- Nostima canens
- Nostima carinata
- Nostima cinnamea
- Nostima danielssoni
- Nostima duaguttata
- Nostima duoseta
- Nostima elegantula
- Nostima flavida
- Nostima flavitarsis
- Nostima footei
- Nostima franciscana
- Nostima gilvipes
- Nostima giovannolii
- Nostima ilytheoides
- Nostima kiwistriata
- Nostima kondembaiensis
- Nostima lineata
- Nostima lucida
- Nostima lutea
- Nostima maculata
- Nostima magnifica
- Nostima melina
- Nostima monticola
- Nostima negramaculata
- Nostima negruzca
- Nostima nigripes
- Nostima nigrofemorata
- Nostima nitidigaster
- Nostima niveivenosa
- Nostima niveofasciata
- Nostima occidentalis
- Nostima picta
- Nostima pulchra
- Nostima quinquenotata
- Nostima schildi
- Nostima scutellaris
- Nostima semialata
- Nostima simuliflavida
- Nostima slossonae
- Nostima spilogaster
- Nostima spinosa
- Nostima stellata
- Nostima striata
- Nostima tresguttata
- Nostima velutina
- Nostima verisifrons
- Nostima versifrons
- Nostima williamsi
- Nostima xenohypopia
- Nostima xenoptera
- Nostima ypsilona